# Papiro 117
El Papiro 117 (en la numeración Gregory-Aland) designado como {\displaystyle {\mathfrak {P}}}117, es una copia antigua de una parte del Nuevo Testamento en griego. Es un manuscrito en papiro de la Segunda epístola a los corintios y contiene la parte de Corintios 7:6-8,9-11. Ha sido asignado paleográficamente a los siglos IV y V.
El texto griego de este códice es un representante del Tipo textual alejandrino, también conocido neutral o egipcio. Aún no ha sido relacionado con una Categoría de los manuscritos del Nuevo Testamento.
Este documento se encuentra en la Universidad de Hamburgo (Inv. NS 1002), en Hamburgo.

### Lectura recomendada
- M. Salvo, Un nuovo frammento della seconda lettera di Paolo ai Corinzi Analecta papyrologica 13 (2001), pp. 19–21.